# Liste der Stolpersteine in Osnabrück-Innenstadt
Die Liste der Stolpersteine in Osnabrück-Innenstadt enthält die Stolpersteine im Osnabrücker Stadtteil Innenstadt, die an das Schicksal der Menschen erinnern, die im Nationalsozialismus ermordet, deportiert, vertrieben oder in den Suizid getrieben wurden.

## Liste
| Adresse                                  | Verlegedatum  | Person, Inschrift | Bild                                                   | Anmerkung                                                                                       |
| ---------------------------------------- | ------------- | --- | ------------------------------------------------------ | ----------------------------------------------------------------------------------------------- |
| Berliner Platz, Osnabrück ·              | 18. Aug. 2008 | Hier wohnte Dr. Ernst Jacobson Jg. 1884 Berufsverbot Gedemütigt/Entrechtet Flucht in den Tod ??? Tod 8.10.1938                                                                | Stolperstein für Ernst Jacobson                        |                                                                                                 |
| Berliner Platz, Osnabrück ·              | 18. Aug. 2008 | Hier wohnte Margarete Jacobson geb. Mosheim Jg. 1899 Flucht Jan. 1939 USA Überlebt                                                                                            | Stolperstein für Margarete Jacobson                    |                                                                                                 |
| Berliner Platz, Osnabrück ·              | 18. Aug. 2008 | Hier wohnte Else Jacobson Jg. 1932 Flucht Jan. 1939 USA Überlebt | Stolperstein für Else Jacobson                         |                                                                                                 |
| Berliner Platz, Osnabrück ·              | 18. Aug. 2008 | Hier wohnte Rudolf Jacobson Jg. 1928 Flucht Jan. 1939 USA Überlebt | Stolperstein für Rudolf Jacobson                       |                                                                                                 |
| Dielingerstraße 24, Osnabrück            | 16. Nov. 2011 | Hier wohnte Karl Friedrich Wilhelm Harstick | Stolperstein für Friedrich Wilhelm Harstick            |                                                                                                 |
| Erich-Maria-Remarque-Ring 3, Osnabrück · | 6. Apr. 2011  | Hier wohnte Dr. Otto Busse Jg. 1875 Verhaftet Juli 1944 Zuchthaus Celle Tod an Haftfolgen 23.7.1945 Krankenhaus Celle                                                         | Stolperstein für Otto Busse                            |                                                                                                 |
| Goldstraße 38, Osnabrück ·               | 7. Dez. 2015  | Hier wohnte Anna Sophie Blanke Jg. 1887 Eingewiesen 29.11.1940 Heilanstalt Osnabrück Verlegt 1943 Heilanstalt Altscherbitz Ermordet Mai 1943                                  | Stolperstein für Anna Sophie Blanke                    |                                                                                                 |
| Große Gildewart 10, Osnabrück ·          | 18. Mai 2010  | Hier wohnte Albert Sommer Jg. 1918 Im Widerstand Verhaftet wegen Wehrkraftzersetzung Emslandlager Ermordet April 1945 KZ Aschendorfermoor                                     | Stolperstein für Albert Sommer                         | Albert Sommer wurde ein Opfer der durch Willi Herold durchgeführten Morde in den Emslandlagern. |
| Große Straße 8, Osnabrück ·              | 20. Juni 2012 | Hier wohnte Else Ehrlich geb. Marcus Jg. 1883 Ausgewiesen Okt. 1938 Lemberg/Polen Ermordet im besetzten Polen 25.3.1942                                                       | Stolperstein für Else Ehrlich                          |                                                                                                 |
| Große Straße 8, Osnabrück ·              | 20. Juni 2012 | Hier wohnte Heinrich Ehrlich Jg. 1879 Ausgewiesen Okt. 1938 Lemberg/Polen Ermordet im besetzten Polen 18.5.1942                                                               | Stolperstein für Heinrich Ehrlich                      |                                                                                                 |
| Große Straße 95, Osnabrück ·             | 12. Dez. 2013 | Hier wohnte Wilhelm Heilmann Jg. 1864 Eingewiesen 1896 Heilanstalt Osnabrück 1941 Heilanstalt Eichberg Verlegt Juni 1941 Hadamar Ermordet Juni 1941 Aktion T4                 | Stolperstein für Wilhelm Heilmann                      |                                                                                                 |
| Hasestraße 31, Osnabrück ·               | 20. Juni 2012 | Hier wohnte Emil Stern Jg. 1879 Deportiert 13.12.1941 Ermordet in Riga | Stolperstein für Emil Stern                            |                                                                                                 |
| Hasestraße 31, Osnabrück ·               | 20. Juni 2012 | Hier wohnte Gitta Stern geb. Adler Jg. 1897 Deportiert 13.12.1941 Ermordet in Riga                                                                                            | Stolperstein für Gitta Stern                           |                                                                                                 |
| Hasestraße 31, Osnabrück ·               | 20. Juni 2012 | Hier wohnte Carl Stern Jg. 1937 Deportiert 13.12.1941 Ermordet in Riga | Stolperstein für Carl Stern                            |                                                                                                 |
| Hasestraße 31, Osnabrück ·               | 20. Juni 2012 | Hier wohnte Ruth Hanna Stern Jg. 1934 Deportiert 13.12.1941 Ermordet in Riga                                                                                                  | Stolperstein für Ruth Hanna Stern                      |                                                                                                 |
| Hasestraße 31, Osnabrück ·               | 20. Juni 2012 | Hier wohnte Edith Stern Jg. 1937 Deportiert 13.12.1941 Ermordet in Riga | Stolperstein für Edith Stern                           |                                                                                                 |
| Heger Straße 24, Osnabrück ·             | 18. Mai 2010  | Hier wohnte Henriette Meyer geb. Hecht Jg. 1861 Flucht 1939 Holland Interniert Westerbork Deportiert Auschwitz Ermordet 6.9.1944                                              | Stolperstein für Henriette Meyer                       |                                                                                                 |
| Heger Straße 24, Osnabrück ·             | 18. Mai 2010  | Hier wohnte Adele Meyer Jg. 1895 Flucht Mai 1939 Holland Interniert Westerbork Deportiert Auschwitz Ermordet 30.10.1944                                                       | Stolperstein für Adele Meyer                           |                                                                                                 |
| Heger Straße 32, Osnabrück ·             | 18. Mai 2010  | Hier wohnte Georg Piel Jg. 1902 Eingewiesen Juni 1941 Heilanstalt Eichberg Ermordet Juni 1941 Heilanstalt Hadamar                                                             | Stolperstein für Georg Piel                            |                                                                                                 |
| Johannisstraße 36, Osnabrück ·           | 18. Nov. 2009 | Hier wohnte Rosa Thörner geb. Grünebaum Jg. 1892 Deportiert Theresienstadt ermordet in Auschwitz                                                                              | Stolperstein für Rosa Thörner                          |                                                                                                 |
| Johannisstraße 39, Osnabrück ·           | 12. Nov. 2012 | Hier wohnte Reinhold Katthöfer Jg. 1939 Eingewiesen 1942 Heilanstalt Lüneburg Ermordet 23.12.1942 'Kinder-Aktion'                                                             | Stolperstein für Reinhold Katthöfer                    |                                                                                                 |
| Johannisstraße 39, Osnabrück ·           | 12. Nov. 2012 | Hier wohnte Annelore Juliane Penning Jg. 1940 Eingewiesen 31.5.1943 Heilanstalt Lüneburg Ermordet 1.5.1944 'Kinder-Aktion'                                                    | Stolperstein für Annelore Juliane Penning              |                                                                                                 |
| Johannisstraße 39, Osnabrück ·           | 12. Nov. 2012 | Hier wohnte Norbert Herwald Jg. 1939 Eingewiesen 16.1.1942 Heilanstalt Lüneburg Ermordet 15.9.1942 'Kinder-Aktion'                                                            | Stolperstein für Norbert Herwald                       |                                                                                                 |
| Kamp 10/11, Osnabrück                    | 31. Mai 2017  | Hier wohnte Alida Margareta Anna Jans | Stolperstein für Alida Jans                            |                                                                                                 |
| Kamp 16, Osnabrück                       | 20. Juni 2012 | Hier wohnte Manfred Hess | Stolperstein für Manfred Hess                          |                                                                                                 |
| Kamp 16, Osnabrück                       | 20. Juni 2012 | Hier wohnte Bertha Hess | Stolperstein für Bertha Hess                           |                                                                                                 |
| Kamp 16, Osnabrück                       | 20. Juni 2012 | Hier wohnte Else Hess | Stolperstein für Else Hess                             |                                                                                                 |
| Kamp 46, Osnabrück ·                     | 20. März 2009 | Hier wohnte Ferdinand Dusbaba Jg. 1941 Deportiert 1943 Auschwitz Ermordet 22.4.1944                                                                                           | Stolperstein für Ferdinand Dusbaba                     |                                                                                                 |
| Kamp 46, Osnabrück ·                     | 20. März 2009 | Hier wohnte Anita Dusbaba Jg. 1942 Deportiert 1943 Auschwitz Ermordet 29.3.1943                                                                                               | Stolperstein für Anita Dusbaba                         |                                                                                                 |
| Kamp 46, Osnabrück ·                     | 20. März 2009 | Hier wohnte Heidelinde Dusbaba geb. in Auschwitz Jg. 1943 Ermordet 19.7.1943                                                                                                  | Stolperstein für Heidelinde Dusbaba                    |                                                                                                 |
| Kamp 46, Osnabrück ·                     | 12. Dez. 2013 | Hier wohnte Anton Dauber Jg. 1899 Eingewiesen 1927 Heilanstalt Osnabrück 1941 Heilanstalt Eichberg Verlegt Juni 1941 Hadamar Ermordet Juni 1941 Aktion T4                     | Stolperstein für Anton Dauber                          |                                                                                                 |
| Kamp 47a, Osnabrück ·                    | 21. März 2012 | Hier wohnte Ida Stern geb. Grünberg Jg. 1864 Deportiert 1942 Theresienstadt Ermordet 9.8.1942                                                                                 | Stolperstein für Ida Stern                             |                                                                                                 |
| Kamp 62a, Osnabrück                      | 20. Juni 2012 | Hier wohnte Hermann Schoeps | Stolperstein für Hermann Schoeps                       |                                                                                                 |
| Kamp 62a, Osnabrück                      | 20. Juni 2012 | Hier wohnte Julie Schoeps | Stolperstein für Julie Schoeps                         |                                                                                                 |
| Kamp 62a, Osnabrück                      | 20. Juni 2012 | Hier wohnte Margot Schoeps | Stolperstein für Margot Schoeps                        |                                                                                                 |
| Kamp 62a, Osnabrück                      | 20. Juni 2012 | Hier wohnte Simon-Siegbert Schoeps | Stolperstein für Simon-Siegbert Schoeps                |                                                                                                 |
| Klingensberg 12, Osnabrück ·             | 31. Mai 2017  | Hier wohnte Ferdinand Gräber Jg. 1905 Verhaftet Sept. 1939 Amtsanmassung Gefängnis Osnabrück Sachsenhausen Ermordet Jan. 1940 Oranienburg                                     | Stolperstein für Ferdinand Gräber                      |                                                                                                 |
| Kollegienwall 14, Osnabrück ·            | 26. Juni 2008 | Hier wirkte Wilhelm Mentrup Jg. 1877 Verhaftung Aug. 1944 KZ Neuengamme MS Thielbeck Lübecker Bucht Tot 3.5.1945                                                              | Stolperstein für Wilhelm Mentrup                       |                                                                                                 |
| Kollegienwall 14, Osnabrück ·            | 26. Juni 2008 | Hier wirkte Fritz Szalinski Jg. 1878 Verhaftet Aug.1944 KZ Neuengamme Ermordet 15.1.1945                                                                                      | Stolperstein für Fritz Szalinski.jpg                   |                                                                                                 |
| Kollegienwall 14, Osnabrück ·            | 26. Juni 2008 | Hier wirkte Gustav Haas Jg. 1886 Verhaftet 1933 Tot an Haftfolgen 13.10.1933                                                                                                  | Stolperstein für Gustav Haas                           |                                                                                                 |
| Kollegienwall 14, Osnabrück ·            | 26. Juni 2008 | Hier wirkte Heinrich Groos Jg. 1876 Verhaftet Aug.1944 KZ Neuengamme Ermordet 20.12.1944                                                                                      | Stolperstein für Heinrich Groos                        |                                                                                                 |
| Kollegienwall 14, Osnabrück ·            | 26. Juni 2008 | Hier wirkte Heinrich Niedergesäss Jg. 1883 Verhaftet Aug.1944 MS Thielbeck Lübecker Bucht Tot 3.5.1945                                                                        | Stolperstein für Heinrich Niedergesäss                 |                                                                                                 |
| Konrad-Adenauer-Ring 38, Osnabrück ·     | 15. Nov. 2012 | Hier wohnte Berta Glombik Jg. 1895 Eingewiesen April 1941 Heilanstalt Eichberg Verlegt Juni 1941 Hadamar Ermordet Juni 1941 Aktion T4                                         | Stolperstein für Berta Glombik                         |                                                                                                 |
| Krahnstraße 1–2, Osnabrück ·             | 22. Aug. 2018 | Hier wohnte Carl Meyer Jg. 1896 Flucht 1936 Argentinien | Stolperstein für Carl Meyer                            |                                                                                                 |
| Krahnstraße 1–2, Osnabrück ·             | 22. Aug. 2018 | Hier wohnte Clara Meyer geb. Hess Jg. 1898 Flucht 1936 Argentinien | Stolperstein für Clara Meyer.jpg                       |                                                                                                 |
| Krahnstraße 1–2, Osnabrück ·             | 22. Aug. 2018 | Hier wohnte Ingeborg Meyer Jg. 1923 Flucht 1936 Argentinien | Stolperstein für Ingeborg Meyer                        |                                                                                                 |
| Krahnstraße 1–2, Osnabrück ·             | 22. Aug. 2018 | Hier wohnte Helga Meyer.jpg Jg. 1924 Flucht 1936 Argentinien | Stolperstein für Helga Meyer                           |                                                                                                 |
| Krahnstraße 1–2, Osnabrück ·             | 30. März 2008 | Hier wohnte Gertrud David Jg. 1898 1940 Heilanstalt Wunstorf Deportiert 27.9.1940 Landespflegeanstalt Brandenburg Ermordet Sept. 1940                                         | Stolperstein für Gertrud David.jpg                     |                                                                                                 |
| Lohstraße 11, Osnabrück ·                | 21. März 2012 | Hier wohnte Maria Stegmann Jg. 1911 Eingewiesen April 1941 Heilanstalt Eichberg Verlegt Juni 1941 Hadamar Ermordet Juni 1941 Aktion T4                                        | Stolperstein für Maria Stegmann                        |                                                                                                 |
| Marienstraße 11, Osnabrück ·             | 22. Aug. 2018 | Hier wohnte Wilhelm Franz Niemann Jg. 1896 Verhaftet Sept.1937 Verurteilt § 175 1944 Mauthausen Verlegt 7.7.1944 Hartheim Ermordet 7.7.1944                                   | Stolperstein für Wilhelm Franz Niemann                 |                                                                                                 |
| Markt 11, Osnabrück ·                    | 16. Nov. 2011 | Hier wohnte Hermine Grünberg geb. Mindus Jg. 1881 Deportiert 1942 Theresienstadt Ermordet in Auschwitz                                                                        | Stolperstein für Hermine Grünberg                      |                                                                                                 |
| Markt 18/19, Osnabrück                   | 18. Mai 2010  | Hier wohnte Bertha Heymann | Stolperstein für Bertha Heymann                        |                                                                                                 |
| Markt 18/19, Osnabrück                   | 18. Mai 2010  | Hier wohnte Hermann Heymann | Stolperstein für Hermann Heymann                       |                                                                                                 |
| Markt 18/19, Osnabrück                   | 18. Mai 2010  | Hier wohnte Pauline Heymann | Stolperstein für Pauline Heymann                       |                                                                                                 |
| Möserstraße 11a, Osnabrück ·             | 25. Sep. 2013 | Hier wohnte Julius Pincus Jg. 1887 Flucht 1937 Holland Interniert Westerbork Deportiert Mai 1943 Sobibor Ermordet 7.5.1943                                                    | Stolperstein für Julius Pincus                         |                                                                                                 |
| Möserstraße 11a, Osnabrück ·             | 25. Sep. 2013 | Hier wohnte Meta Pincus geb. Israel Jg. 1884 Flucht 1937 Holland Interniert Westerbork Deportiert Mai 1943 Sobibor Ermordet 7.5.1943                                          | Stolperstein für Meta Pincus                           |                                                                                                 |
| Möserstraße 23, Osnabrück ·              | 20. Juni 2012 | Hier wohnte Leopold Schoeps Jg. 1883 Deportiert März 1943 Auschwitz Ermordet                                                                                                  | Stolperstein für Leopold Schoeps                       |                                                                                                 |
| Möserstraße 23, Osnabrück ·              | 20. Juni 2012 | Hier wohnte Hedwig Schoeps geb. Lewien Jg. 1885 Deportiert März 1943 Auschwitz Ermordet                                                                                       | Stolperstein für Hedwig Schoeps                        |                                                                                                 |
| Möserstraße 26, Osnabrück ·              | 25. Sep. 2013 | Hier wohnte Alexander Wexseler Jg. 1906 Deportiert 13.12.1941 Riga 1941 Salaspils Ermordet März 1942                                                                          | Stolperstein für Alexander Wexseler                    |                                                                                                 |
| Möserstraße 29, Osnabrück ·              | 22. Mai 2019  | Hier wohnte Charlotte Ricker geb. Preussner Jg. 1919 Seit März 1943 mehrmals Verhaftet Arbeitsbummelei Arbeitslager Gestapohaft 1944 Ravensbrück Ermordet                     | Stolperstein für Charlotte Ricker                      |                                                                                                 |
| Möserstraße 39, Osnabrück ·              | 25. Sep. 2013 | Hier wohnte Martha Ranzen geb. Schulhoff Jg. 1887 Eingewiesen 20.4.1937 Heilanstalt Osnabrück Verlegt Sep. 1940 Landes-Pflegeanstalt Brandenburg Ermordet Sep. 1940 Aktion T4 | Stolperstein für Martha Ranzen                         |                                                                                                 |
| Mühlenstraße 3, Osnabrück ·              | 22. Mai 2019  | Hier wohnte Karl König Jg. 1884 Verhaftet Mai 1938 Gefängnis Osnabrück Buchenwald Ermordet 20.10.1941                                                                         | Stolperstein für Karl König                            |                                                                                                 |
| Neue Straße 20, Osnabrück ·              | 26. Juni 2008 | Hier wohnte Johanna Silbermann geb. Mahsberg Jg. 1874 Deportiert 1942 Theresienstadt Ermordet 14.9.1942                                                                       | Stolperstein für Johanna Silbermann                    |                                                                                                 |
| Neue Straße 20, Osnabrück ·              | 26. Juni 2008 | Hier wohnte Israel Silbermann Jg. 1875 Deportiert 1942 Theresienstadt Ermordet 6.9.1943                                                                                       | Stolperstein für Israel Silbermann                     |                                                                                                 |
| Neue Straße 20, Osnabrück ·              | 26. Juni 2008 | Hier wohnte Siegfried Silbermann Jg. 1904 Deportiert 1942 Theresienstadt Ermordet                                                                                             | Stolperstein für Siegfried Silbermann                  |                                                                                                 |
| Neue Straße 20, Osnabrück ·              | 26. Juni 2008 | Hier wohnte Julius Silbermann Jg. 1905 Verhaftet 10.11.1938 Buchenwald Ermordet 28.11.1938                                                                                    | Stolperstein für Julius Silbermann                     |                                                                                                 |
| Neumarkt 2, Osnabrück ·                  | 20. März 2009 | Hier wirkte Dr. Hugo Schulhof Jg. 1878 Berufsverbot Verhaftet 1938+1939 Sachsenhausen Tot an Haftfolgen 13.11.1944                                                            | Stolperstein für Hugo Schulhof                         |                                                                                                 |
| Neumarkt 2, Osnabrück ·                  | 20. März 2009 | Hier wirkte Dr. Adolf Cohen Jg. 1897 Berufsverbot Verhaftet 1939 Sachsenhausen Ermordet 15.4.1942                                                                             | Stolperstein für Adolf Cohen                           |                                                                                                 |
| Neumarkt 4, Osnabrück ·                  | 20. März 2009 | Hier wohnte Felix Löwenstein Jg. 1884 Deportiert 1944 KZ Sandbostel Tot 30.4.1945                                                                                             | Stolperstein für Felix Löwenstein                      |                                                                                                 |
| Neumarkt 9, Osnabrück ·                  | 16. Nov. 2011 | Hier wohnte Eduard Köhne Jg. 1906 Eingewiesen 1941 Heilanstalt Eichberg Verlegt 1941 Hadamar Ermordet 1941 Aktion T4                                                          | Stolperstein für Eduard Köhne                          |                                                                                                 |
| Petersburger Wall 36, Osnabrück ·        | 15. Nov. 2012 | Hier wohnte Anna Hellmann Jg. 1902 Eingewiesen April 1941 Heilanstalt Eichberg Verlegt Juni 1941 Hadamar Ermordet Juni 1941 Aktion T4                                         | Stolperstein für Anna Hellmann                         |                                                                                                 |
| Rolandsmauer 12, Osnabrück               | 18. Mai 2010  | Hier wohnte Franziska Knoche | Stolperstein für Franziska Knoche                      |                                                                                                 |
| Schlagvorderstraße 7, Osnabrück ·        | 2. März 2010  | Hier wohnte Emma Gossels geb. Heilbrunn Jg. 1875 Deportiert Theresienstadt Ermordet Dez. 1944                                                                                 | Stolperstein für Emma Gossels                          |                                                                                                 |
| Schlagvorderstraße 7, Osnabrück ·        | 2. März 2010  | Hier wohnte Alfred Gossels Jg. 1907 Flucht 1937 Holland Interniert Westerbork Deportiert Sep. 1944 Stutthof Ermordet Dez. 1944                                                | Stolpersteine für Alfred Gossels                       |                                                                                                 |
| Seminarstraße 30/31, Osnabrück ·         | 17. Apr. 2013 | Hier wohnte Erna Stern Jg. 1906 Deportiert 1941 Riga 1944 Stutthof Ermordet                                                                                                   | Stolperstein für Erna Stern                            |                                                                                                 |
| Seminarstraße 30/31, Osnabrück ·         | 17. Apr. 2013 | Hier wohnte Ida Stern geb. Hertz Jg. 1869 Deportiert 31.7.1942 Theresienstadt Ermordet 23.11.1942 Treblinka                                                                   | Stolpersteine für Ida Stern                            |                                                                                                 |
| Wittekindstraße 1, Osnabrück ·           | 25. Sep. 2013 | Hier wohnte Hermann Heinrich Franz Möllenkamp Jg. 1910 Verhaftet 1942 Dienst an der Waffe verweigert Ermordet 2.7.1942 Posen                                                  | Stolperstein für Hermann Heinrich Franz Möllenkamp.jpg |                                                                                                 |

## Weitere
Für Heinz Heuer, Goldstraße 29 wurde auf Wunsch der Angehörigen kein Stolperstein verlegt.